# Новела (телевизия)
Novella е български лицензиран телевизионен канал, част от „БТВ Медиа Груп“. Каналът не е стартирал излъчване. Телевизията е с лиценз за цифрово ефирно излъчване, като срока на лицензия е 15 години. Лицензът е издаден през 2013 г. Профилът на медията е развлекателен.